# Albert Buesche
Albert Buesche (* 13. März 1896 in Hannover; † 1976) war ein deutscher Kunsthistoriker. Er war Kunstkritiker des Tagesspiegels und Präsident der Deutsch-Französischen Gesellschaft in Berlin.

## Leben

### Lehrtätigkeit
Albert Buesche war zunächst als Studienrat am Französischen Gymnasium in Berlin tätig. 1920 promovierte er in Hamburg mit einer Arbeit über die Dramaturgie August Graf von Platens, wurde dann Regisseur in verschiedenen deutschen Theater und Lektor in Paris. Dort besuchte er 1932 den Schriftsteller André Gide. Als die DAAD-Zweigstelle in Paris den Versuch unternahm, deutsche Theaterstücke wie Faust I und Hanneles Himmelfahrt zu zeigen, lag die künstlerische Leitung sowie die Vorbereitung und Durchführung bei Buesche. Auch wenn es sich nur um studentische Theateraufführungen handelte, behauptete er im Jahr 1933, zusammen mit dem Leiter der DAAD-Zweigstelle Hans Göttling, Kulturpropaganda zu betreiben: „Das Ziel: im anderen Volke Achtung und Verständnis, Teilnahme und Sympathie zu erwecken. Für Frankreich kommt noch mehr als für andere Länder dafür der Weg der Kunstdarbietung hauptsächlich in Betracht.“ Zum 1. Dezember 1935 trat er der NSDAP bei (Mitgliedsnummer 3.525.127).

### Besatzungsoffizier in Paris

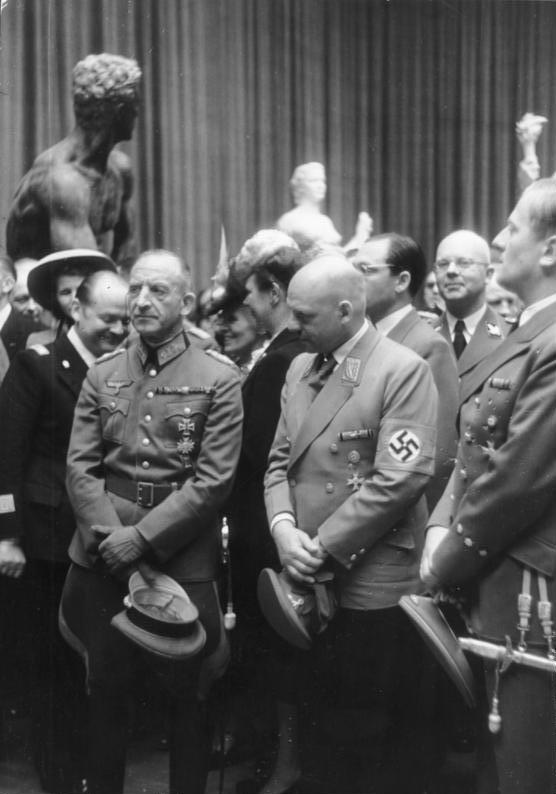
Eröffnung der Breker-Ausstellung in Paris am 15. Mai 1942

Während der deutschen Okkupation in Paris war Buesche Leutnant der Wehrmacht und NSDAP/AO-Mitglied. Er wohnte im 7. Pariser Arrondissement, neben der Galerie de Beaune (in der rue de Beaune), wo er als „Anti-Nazi“ galt und den Mahler Roger Toulouse kennenlernte. Auf Anfrage von Toulouse habe er sich bei Otto Abetz (NSDAP) für den im Sammellager Drancy 1944 gestorbenen Dichter Max Jacob eingesetzt, den er in Saint-Benoît-sur-Loire besucht hatte. Gleichzeitig aber war er für die nationalsozialistische Propaganda tätig. Als „Kenner der französischen Literatur und Kultur“ wurde er 1941 von Rudolf Sparing als Theaterkritiker und Ressortleiter des Kulturteils der Pariser Zeitung eingestellt, die als Organ der Propagandastaffel bezeichnet wird. Er war mit Hitlers Lieblingsbildhauer Arno Breker befreundet und schrieb die Einführung zum Katalog der Breker-Ausstellung, die 1942 im Pariser Musée de l’Orangerie stattfand.
Buesche war auch Feuilletonkorrespondent des Reich und veröffentlichte öfter in den Vierteljahresheften des Pariser Deutschen Institutes Artikel zu Kunst und Musik. Darin habe er sich als „guter Kenner der literarischen Szene“ erwiesen und „sichtlich darum bemüht, kulturelle Normalität vorzutäuschen und sich dem üblichen Ton von Feuilletons anzupassen“, beispielsweise 1944 in seiner Besprechung von Jean Anouilhs Antigone, in der „der Repräsentant der Besatzungsmacht die deutlich als Polizisten oder Milizionäre stilisierten Repräsentanten von Creons Staatsmacht als Gangster empfindet“, ohne „die mögliche politische Bedeutungen“ zu erwähnen. 1943 hatte er die kathartische Rolle des Theaters betont, das den ungefährlichen Ausdruck von politischen Gefühlen ermögliche – eine Auffassung, die die Sicherheitspolizei zu einem ähnlichen Bericht „wohl inspirierte“.

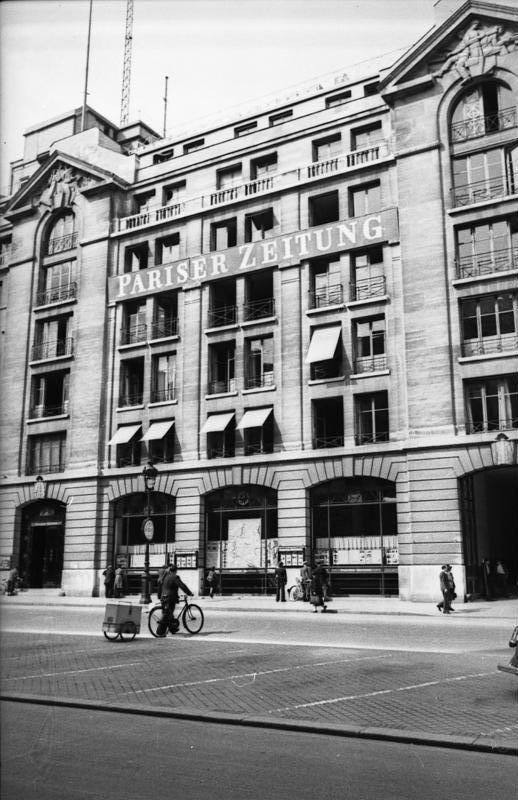
Redaktionsgebäude der Pariser Zeitung in der Rue Réaumur im 2. Arrondissement (Paris)

Albert Buesche habe „eine gewisse Unabhängigkeit“ gegenüber der offiziellen deutschen Kulturpolitik gezeigt. Die Propaganda-Staffel fand seine Besprechung des „Iphigenien“-Gastspiels 1942 „ausgesprochen peinlich“ und Wilhelm Knothe (NSDAP) hielt 1943 seine Ausführungen über Gerhart Hauptmanns Rose Bernd auf Französisch „kulturpolitisch eher für unangebracht“, Kathrin Engel zufolge: Buesches Ansicht nach wäre „die sogenannte Umschmelzung der deutschen Dichtung durch das ‚französische Wesen‘ notwendig, denn er sah darin einen Schritt zum Europäertum der Zukunft. In dieser Vorstellung waren die deutsche und französische Kultur gleichberechtigte Partner, deren Begegnung die Vorstufe zu einem geistigen Europäertum bildete. Mit dem von den Nationalsozialisten verfolgten sogenannten Sieg der deutschen Kultur über die französische waren solche Gedanken nicht vereinbar“.
Dabei seien nach Buesche die „Grenzen des Verstehens“ fruchtbar für den Kontakt beider Völker, weswegen man sich offen zu diesen Grenzen bekennen sollte. Es sei vollkommen natürlich, dass beispielsweise Jean Racine die deutschen Zuschauer befremde. Damit schließe Buesche den Glauben an eine übernationale Welt sowie an eine universalistische Kultur aus und zeige sich wie Karl Epting (NSDAP), der Gründer und Leiter des Deutschen Instituts, als Anhänger der sogenannten „Kulturkunde“, die seit Mitte der zwanziger Jahre zur dominierenden Lehre in der deutschen Philologie geworden war.
Nach dem Sonderführer für die Literaturpolitik der Besatzungsmacht Gerhard Heller wäre Buesche damals „ein Feind offizieller Meinungen“ gewesen. Wie Heller war er jedoch Mitglied der NSDAP und einer Propagandaabteilung, die nur aus strategischen Gründen eine „liberale“ Zensur praktizierte. Der Musikkritiker für die Pariser Zeitung Heinrich Strobel versuchte auch, Buesche u. a. „vom Vorwurf nationalsozialistischer Arbeitsethik zu befreien“ und dessen Arbeit mit dem „Einsatz für Frankreich bzw. für eine Verständigung der beiden Völker“ zu begründen, was allerdings „durchaus den politischen Intentionen der deutschen Besatzer entsprach, da eine erfolgreiche deutsche Kulturarbeit und Propaganda ohne Kollaboration und gewisse Rücksicht auf die Bedürfnisse des besetzten Landes nicht zu realisieren waren.“

### Nachkriegszeit
Ab dem 15. September 1944 war Buesche Redakteur des Reich, dann Kunst- und Fernsehkritiker am Berliner Tagesspiegel. Er wurde am 29. Januar 1951 zum Präsident der Deutsch-Französischen Gesellschaft in Berlin gewählt und gehörte zu den Fürsprechern der Rückkehr Rudolf Bellings. Buesche berichtete in mehreren Reportagen, teilweise aus Istanbul, über Belling: „Der Mann, der 1937 so konsequent die Heimat verließ, weil er von seiner künstlerischen Überzeugung nichts preiszugeben gewillt war, hätte längst verdient, offiziell zurückberufen zu werden.“ Buesche versuchte außerdem das Typische der „Berliner Kunst“ herauszustellen. Als besonders bewunderungswürdig unter den Künstlerinnen hob er Renée Sintenis, Hannah Höch, die wie eine „Eremitin“ lebe, und die „kühne und kompromißlose Malerin Jeanne Mammen“ hervor.
Albert Buesche starb einige Jahre vor seiner Frau, der Schauspielerin Ursula Krieg.

## Schriften (Auswahl)
- Platens Dramaturgie, des Dichters Verhältnis zu Drama und Bühne (Hamburger Dissertation, im Auszug gedruckt Hannover 1920).
- Die Museumsfrage. In: Das Kunstblatt, Jg. 11, 1927
- Bild und Wand. Wohin mit den Bildern! In: Das Kunstblatt, Januar 1929
- Ein Besuch bei André Gide. [?], 1932.
- Goethe in französischen Augen. In: Berliner Tagblatt, 5. Mai 1935
- Das Buch im Dienste deutsch-französischen Geistesaustausches. In: Hochschule und Ausland. 13. 1935
- Arno Breker. Einführung und Geleit durch die Ausstellung in der Orangerie des Tuileries. In: Arno Breker. Ausstellung in der Orangerie (Ausstellungskatalog, Orangerie des Jeu de Paume, Paris), Paris 1942, S. 19–20.
- ‚Iphigenie‘ auf Deutsch, Gastspiel des Bayerischen Staatsschauspiels in Paris. In: Pariser Zeitung, 16. April 1942.
- Breker-Ausstellung in Paris. In: Deutschland-Frankreich. Vierteljahresschrift des Deutschen Instituts, I-3/1943
- Grenzen des Verstehens, Gerhart Hauptmanns „Rose Bernd“ auf Französisch. In: Pariser Zeitung, 26. Januar 1943
- ‚Rose Bernd‘ in Paris. Spiegelung deutscher Dichtung in französischem Wesen. In: Deutsche Ukraine-Zeitung, Lemberg, 26. März 1943
- Ein sonderbarer Befreier [Rez. von Sartres Die Fliegen], Pariser Zeitung, 9. Juni 1943
- Der Pariser und sein Theater. Diskussion zu romantischen Stücken. In: Das Reich, 12. September 43.
- Ein Untergang mit Hoffnung. „Sodom und Gomorra“ von Jean Giraudoux uraufgeführt. In: Das Reich, 7. November 1943
- Claudels »Seidenschuh«. In: Das Reich, 51, 19. Dezember 1943
- Wanderer zwischen zwei Kriegen: zum Tod von Jean Giraudoux. Pariser Zeitung. 1. Februar 1944.
- Ewig spielen die Wachhabenden Karten [Rez. von Jean Anouilhs „Antigone“]. In: Pariser Zeitung, 16. Februar 1944
- Wie es war. Trotzdem kein Nachruf auf Paris. In: Das Reich, Nr. 39, 24. September 1944.
- Junge französische Kunst. In: Deutschland-Frankreich, Heft 8/1944, S. 50–62
- Gyges und sein Ring im Odéon, Geschichtsdrama in geschichtlicher Situation. In: Pariser Zeitung, 23. Mai 1944
- Ein Appell an die Vernunft. Vier Jahre Wechselwirkung deutschfranzösischer Kulturarbeit. In: Das Reich, Nr. 1/1945
- Auf dem Weg zum Poetischen – Streiflichter auf die Filmereignisse der letzten Monate. In: Das Reich, Nr. 6, 11. Februar 1945
- Das Schaffen Willi Baumeisters; Adolf Schaufenster der Galerie Rosen, Herbst 1945
- Fantastische Kunst, Katalog Galerie Gerd Rosen. Berlin 1947
- Ein Architekt in der Zeit: Zu Bruno Pauls fünfundsiebzigstem Geburtstage. In: Tagesspiegel, 19. Januar 1949.
- Nachruf auf Bernhard Hoetger. In: Tagesspiegel, 28. Juli 1949
- Der Verlust der Mitte. Zu einer Untersuchung der modernen Kunst. In: Tagesspiegel. Literaturblatt, Nr. 35 (28. August 1949)
- Vor einer vierten Renaissance? In: Tagesspiegel, 6. Januar 1950
- Max Bense, Konturen einer Geistesgeschichte der Mathematik, Band 2. In: Tagesspiegel, 4. März 1950
- Ausstellung Karl Hofer. In: Tagesspiegel, 27. Juni 1950
- Malerei der Strahlungen. Gemälde von Trökes – Aquarelle von Feininger. In: Tagesspiegel, 7. Juli 1951.
- Wohnen muß „gelernt“ werden. In: Der Tagesspiegel, 9. August 1951
- Rückkehr zum Gesamtkunstwerk: Ausstellungen Moore und Heiliger. In: Tagesspiegel vom 11. September 1951
- Im Nebel der Reden. Die gesamtdeutsche Werkbund-Tagung in Berlin. In: Tagesspiegel, 27. Oktober 1951
- Bauen und Bauwesen. Nach einem Rundgang durch die Ausstellung „Hauptstadt Berlin im Aufbau“. In: Tagesspiegel, 27. April 1952.
- Schwarz und Rosa in der Malerei. Zu einem Buche von Karl Hofer. In: Tagesspiegel, 7. Dezember 1952
- Berlin-Paris. Beiträge zum werdenden Europa, hrsg. von Albert Buesche (Mit Unterstützung der Französischen Militärregierung in Berlin, hrsg. von der Deutsch-Französischen Gesellschaft), Berlin-Schöneberg 1952
- Karl Hofer erzählt (Rezension zu Erinnerungen eines Malers). In: Tagesspiegel, 3. Mai 1953
- Maler, Lehrer, Organisator – Ahlers-Hestermann siebzig Jahre alt. In: Tagesspiegel, 15. Juli 1953
- Die Zeit diktierte. Ausstellung Karl Hofer. In: Tagesspiegel vom 13. September 1953
- Malerei reinen Schauens. Zu Karl Hofers 75.Geburtstage. In: Tagesspiegel vom 11. Oktober 1953
- Mit Abstand zu betrachten. Theodor Werners „Bild ohne Titel“ im Wandelgang des Hochschulsaales. In: Der Kurier, Berlin, 3. Februar 1955
- Kunstgespräch? In: Der Kurier (Berlin), 25. März 1955
- Vom Totalschüler zum Totaluntertan. In: Tagesspiegel, 14. Januar 1957
- Das Porträt. Renee Sintenis. In: Hans Erman (Hrsg.): Berlin im Spiegel. Berlin 1958.
- Eichendorff-Illustration an der Wende. in: Almanach Aurora, Eichendorff-Jahrbuch, Würzburg 1960i
- Eichendorff und die Wiederherstellung der Marienburg, Aurora, Eichendorff-Almanach, 21 (1961)
- Nur das Licht existiert. in: Tagesspiegel, 1. Oktober 1961
- Harmonie des Menschenbildes zum Ruhme der Schôpfung in: Tagesspiegel, December 1961.
- Es war kein Spuk, sondern Wirklichkeit [Rez. von: Wulf, Die Bildende Künste], in: Tagesspiegel, 10. März 1963
- Kunst als Ganzheit. Friedrich Ahlers-Hestermann 80 Jahre alt. In: Tagesspiegel vom 17. Juli 1963
- Porzellan ist eine Leistung aller in: Tagesspiegel vom 19. September 1963
- Impressionismus neu gesehen in: Tagesspiegel, 2. Oktober 1963
- Ein Wackerstein im Wolfsmagen unserer Zeit. Zu der Ausstellung von Otto Dix in der Kongreßhalle Berlin 1963. In: Tagesspiegel, 13. Oktober 1963.
- Eine Berliner Pflanze: Hannah Hoech bei Nierendorf. In: Tagesspiegel, 13. November 1964
- Ein niedersächsischer Revolutionär. In: Tagesspiegel, 22. Januar 1965
- Vier Ford-Stipendiaten. In: Tagesspiegel, 9. Juli 1965
- Alte Kunst verläßt uns nie. In: Tagesspiegel, 7. November 1965.
- Wie es war – was geschah. Die Wiedergeburt in der bildenden Kunst. In: Tagesspiegel, 26./27. September 1965 (Abb.: Karl Hofer – die überragende Persönlichkeit des Berliner Kunstlebens nach 1945 vor Gemälde)
- Hofer in seiner Totalität. Gedächtnis-Ausstellung in der Akademie der Künste. In: Tagesspiegel, 11. November 1965
- Harfe und Sternenmantel. Melchior Lechter-Graphik in der Kunstbibliothek. In: Tagesspiegel, 11. Dezember 1965.
- In Memoriam Max Pechstein, Zum 85. Geburtstag. In: Tagesspiegel, 31. Dezember 1966
- Erotisches Mysterium. In: Tagesspiegel, 14. Juni 1967
- Träume in Schwarz und Rosa, Ausstellung der Galerie Rudolf Springer. In: Tagesspiegel, 4. Oktober 1967.
- Nimbus des Elends. Käthe-Kollwitz-Ausstellung in der Akademie der Künste. In: Tagesspiegel, 16. Dezember 1967
- Ein erster Rundgang. Neue Nationalgalerie. In: Tagesspiegel, 13. September 1968
- Die Wiederkehr Orliks. In: Tagesspiegel, 14. Oktober 1970
- Das Maßvolle und die Expressionisten, Max Kaus bei Pels-Leusden. In: Tagesspiegel, 22. April 1973.